# Ernst Elster
Ernst August Eduard Jakob Elster (født 26. april 1860 i Frankfurt a. M., død 6. oktober 1940 i Marburg) var en tysk sproglærd og litteraturhistoriker, bror til Ludwig Elster.
Elster studerede 1879-84 ved universiteten i Tübingen, Jena, Berlin og Leipzig. Han blev 1886 docent i tysk sprog og litteratur ved Queen Margaret College i Glasgow. Allerede to år efter vendte han tilbage til Tyskland og holdt som privatdocent forelæsninger i Leipzig, hvor han 1892 blev ekstraordinær professor. Elster gik 1901 til Marburg, hvor han 1903 blev ansat som ordentlig professor og 1915 var rektor. Han har udfoldet en betydelig litterær virksomhed: Heines Buch der Lieder nach der ältesten Drucken oder Handschriften (1887), Zur Entstehungsgeschichte des Don Carlos (1889), Goethes Grosskophta und Bürgergeneral (1894) og det store værk Principien der Litteraturwissenschaft I (1897), II (1911). Elster har besørget en udmærket kritisk udgave af Heines værker (1887 og følgende år) i 7 bind. Han var udgiver af Beiträge zur deutscher Litteraturwissenschaft og leder af det bibliografiske instituts kendte Leipzig-klassikerudgaver.